# Parker Dam State Park Family Cabin District
Le Parker Dam State Park Family Cabin District est un district historique dans le comté de Clearfield, en Pennsylvanie, aux États-Unis. Situé au sein du parc d'État de Parker Dam, ce district emploie le style rustique du National Park Service. Il est inscrit au Registre national des lieux historiques depuis le 11 février 1987.